# 下村節宏

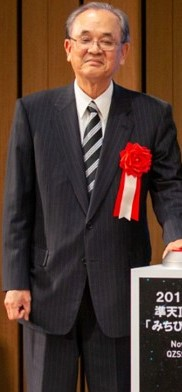
2018年11月

下村 節宏（しもむら せつひろ、1945年4月28日 - ）は、日本の実業家。

## 経歴
鳥取県米子市出身。1969年に京都大学工学部を卒業し、同年に三菱電機に入社。2001年6月に取締役に就任し、自動車機器事業本部長、ビルシステム事業本部長、常務、副社長を経て、2006年4月に代表執行役社長に就任し、同年6月には取締役を兼務した。2010年から2014年までに会長を務めた。
電子情報技術産業協会会長、情報通信ネットワーク産業協会会長なども歴任した。